# 埃本塞
埃本塞（德語：Ebensee am Traunsee）是奧地利上奧地利州的城鎮一个市镇，位於該國中部，距離林茲90公里，面積194.5平方公里，海拔高度443米，截至2018年1月1日总人口为7,717人。第二次世界大戰期間，納粹德國在該鎮設立集中營。

## 外部連結
- Ebensee Tourist & Town Information （页面存档备份，存于）